# Damias postvitrea
Damias postvitrea là một loài bướm đêm thuộc phân họ Arctiinae, họ Erebidae.